# Chapel-en-le-Frith
Chapel-en-le-Frith, vaak afgekort tot Chapel, is een town en civil parish in het Engelse graafschap Derbyshire. De plaats telt ongeveer 8600 inwoners. Het is de zetel van het district High Peak.